# Bonsmoulins
Bonsmoulins település Franciaországban, Orne megyében. Lakosainak száma 232 fő (2022. január 1.). Bonsmoulins La Ferrière-au-Doyen, Bonnefoi, Les Genettes, Saint-Aquilin-de-Corbion és Soligny-la-Trappe községekkel határos.

## Népesség
A település népességének változása:
| Lakosok száma | 257  | 255  | 240  | 237  | 235  | 233  | 232  | 232  |
|               | 2013 | 2015 | 2017 | 2018 | 2019 | 2020 | 2021 | 2022 |